# イヌザメ
イヌザメ（犬鮫） Chiloscyllium punctatum （英: Brownbanded bamboo shark; Grey carpetshark）は、テンジクザメ目テンジクザメ科に属するサメ。

## 分布
インド洋および太平洋西部の熱帯から温帯海域に分布する。潮間帯やタイドプール、サンゴ礁などでよく見られる。

## 形態・生態

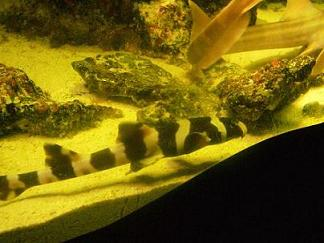
イヌザメの幼魚

最大で全長144cmに達する。幼魚には10本前後の黒色の横縞があるが、成長するにつれて退色し、成魚では灰褐色になる。 
夜行性であり、底生性の甲殻類や硬骨魚類を捕食する。
卵生。雄が雌の胸鰭に噛みついて交尾を行う。雌は1度に2個の卵を産むが、繁殖シーズンの間は何度も続けて産卵を行うので、年間の産卵数は数十になる。卵には粘着性の糸が生えており、潮に流されないよう海藻などに絡みついて卵を固定する役割がある。孵化した幼魚は13-18 cm。

## 人との関わり
人には危害を加えない。きわめて穏和な性格であり、丈夫であることから水族館などでの展示に適している。東南アジアやインドなど地域によっては食用とする。